# Lesbois
Lesbois és un municipi francès situat al departament de Mayenne i a la regió de País del Loira. L'any 2007 tenia 194 habitants.

## Demografia

### Població
El 2007 la població de fet de Lesbois era de 194 persones. Hi havia 84 famílies de les quals 24 eren unipersonals (12 homes vivint sols i 12 dones vivint soles), 28 parelles sense fills, 28 parelles amb fills i 4 famílies monoparentals amb fills.
La població ha evolucionat segons el següent gràfic:
Habitants censats

### Habitatges
El 2007 hi havia 131 habitatges, 84 eren l'habitatge principal de la família, 26 eren segones residències i 21 estaven desocupats. Tots els 130 habitatges eren cases. Dels 84 habitatges principals, 68 estaven ocupats pels seus propietaris, 13 estaven llogats i ocupats pels llogaters i 3 estaven cedits a títol gratuït; 3 tenien dues cambres, 9 en tenien tres, 23 en tenien quatre i 49 en tenien cinc o més. 58 habitatges disposaven pel capbaix d'una plaça de pàrquing. A 41 habitatges hi havia un automòbil i a 36 n'hi havia dos o més.

### Piràmide de població
La piràmide de població per edats i sexe el 2009 era:
| Homes | Edats   | Dones |
| ----- | ------- | ----- |
| 0     | 95 o +  | 0     |
| 0     | 90 a 94 | 0     |
| 0     | 85 a 89 | 0     |
| 4     | 80 a 84 | 0     |
| 16    | 75 a 79 | 20    |
| 4     | 70 a 74 | 4     |
| 0     | 65 a 69 | 0     |
| 4     | 60 a 64 | 8     |
| 0     | 55 a 59 | 4     |
| 4     | 50 a 54 | 4     |
| 8     | 45 a 49 | 4     |
| 8     | 40 a 44 | 4     |
| 8     | 35 a 39 | 12    |
| 4     | 30 a 34 | 8     |
| 4     | 25 a 29 | 0     |
| 4     | 20 a 24 | 12    |
| 4     | 15 a 19 | 8     |
| 8     | 10 a 14 | 4     |
| 12    | 5 a 9   | 12    |
| 0     | 0 a 4   | 0     |

## Economia
El 2007 la població en edat de treballar era de 125 persones, 96 eren actives i 29 eren inactives. De les 96 persones actives 91 estaven ocupades (51 homes i 40 dones) i 5 estaven aturades (2 homes i 3 dones). De les 29 persones inactives 14 estaven jubilades, 10 estaven estudiant i 5 estaven classificades com a «altres inactius».

### Ingressos
El 2009 a Lesbois hi havia 90 unitats fiscals que integraven 204 persones, la mediana anual d'ingressos fiscals per persona era de 15.026 €.

### Activitats econòmiques
Dels 4 establiments que hi havia el 2007, 1 era d'una empresa de construcció, 2 d'empreses de comerç i reparació d'automòbils i 1 d'una empresa d'hostatgeria i restauració.
L'únic servei als particulars que hi havia el 2009 era un electricista.
L'any 2000 a Lesbois hi havia 32 explotacions agrícoles que ocupaven un total de 779 hectàrees.

## Poblacions més properes
El següent diagrama mostra les poblacions més properes.